# دونگه شتیپیه

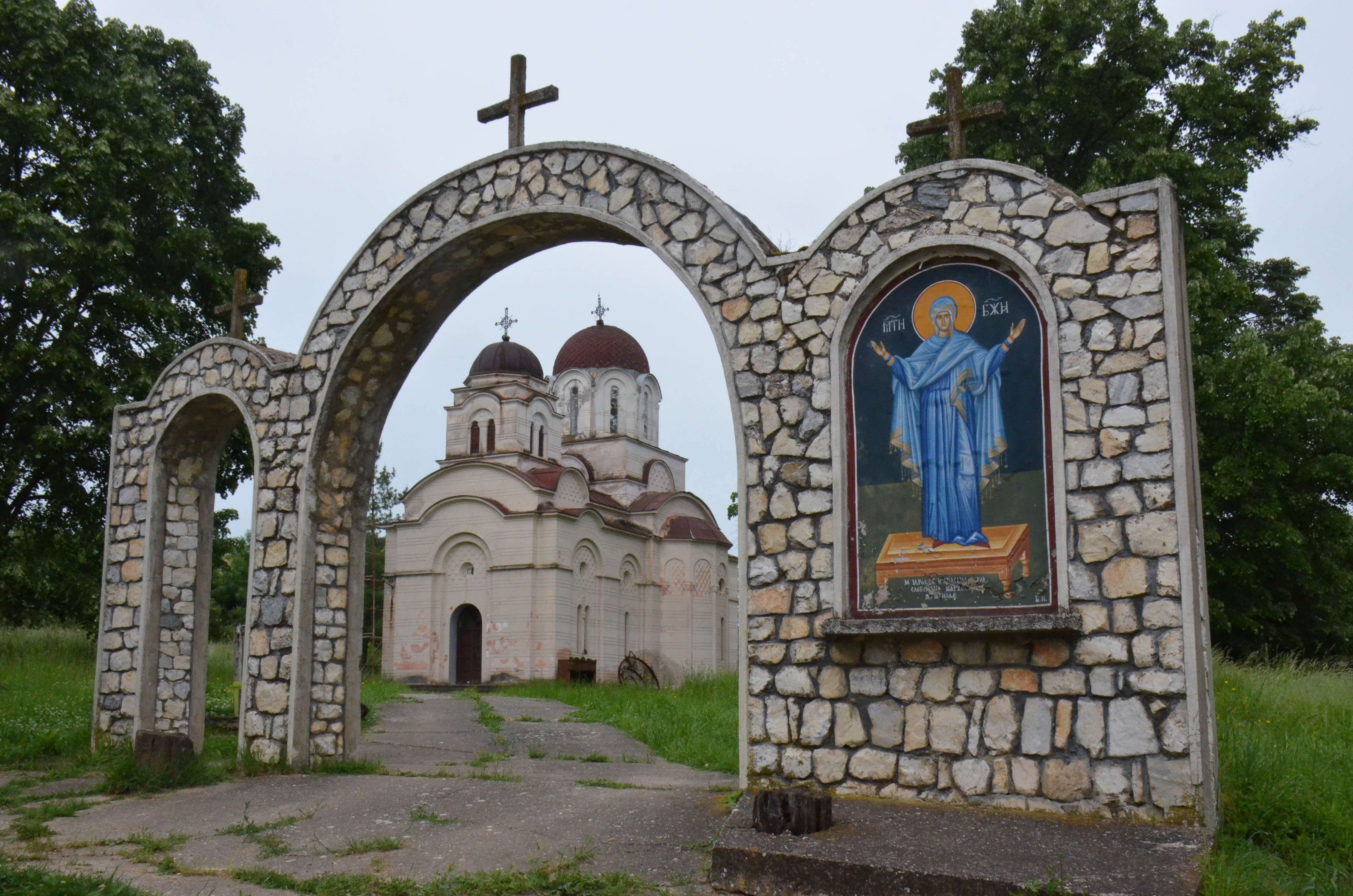
منطقه مسکونی در صربستان

دونگه شتیپیه (به صربی: Donje Štiplje) یک منطقهٔ مسکونی در صربستان است که در یاگودینا واقع شده‌است. دونگه شتیپیه ۲۷۲ نفر جمعیت دارد.